# Honda Pilot
Der Honda Pilot ist ein fünftüriges SUV des japanischen Autoherstellers Honda. Er wurde 2002 in Nordamerika als Nachfolger des wenig erfolgreichen Passport, der auf dem Isuzu Rodeo basierte, eingeführt. Der Pilot ist das größte SUV-Modell von Honda.

## Übersicht
Der Pilot zielt in erster Linie auf den nordamerikanischen Markt. Er wird derzeit in den USA in Lincoln (Alabama) hergestellt (bis April 2007 in Alliston, Ontario). Er teilt sich die Plattform mit dem Acura MDX und dem Minivan Honda Odyssey.
Verkauft wird der Pilot neben Nordamerika auch im Nahen Osten. Seit der zweiten Generation wird der Pilot auch in Russland, der Ukraine, Südkorea, Lateinamerika und auf den Philippinen angeboten, jedoch nicht in Japan. In Europa wird der Pilot nicht offiziell angeboten.

## Erste Generation (2002–2008)
Die erste Generation des Honda Pilot kam im Jahr 2002 auf den Markt. Die ersten Modelle hatten einen 3,5-Liter-V6-Ottomotor mit VTEC (J35A4), der 243 PS (179 kW) leistete und ein maximales Drehmoment von 328 Nm über ein Fünfgang-Automatikgetriebe an alle vier Räder abgab. Ab dem Modelljahr 2005 erhielten die Fahrzeuge einen überarbeiteten Motor, der nun 258 PS (190 kW) leistete. Weitere Änderungen betrafen das Getriebe mit überarbeiteten Übersetzungen für den 4. und 5. Gang, die einen sanfteren Übergang zwischen den Gängen ermöglichten. Alle Pilot-Modelle von 2003 bis 2005 sind mit VTM-4, Hondas Allradantriebssystem, ausgestattet. Ab 2006 wurde der Pilot in der Basis auch mit Frontantrieb angeboten.

### Facelift (2005)
Honda überarbeitete den Pilot für das Modelljahr 2006 im Oktober 2005. Zu den Änderungen am äußeren Erscheinungsbild gehörten eine neue Frontpartie mit einem anderen Kühleinsatz und Halogenscheinwerfern sowie Rückleuchten mit klaren Gläsern.

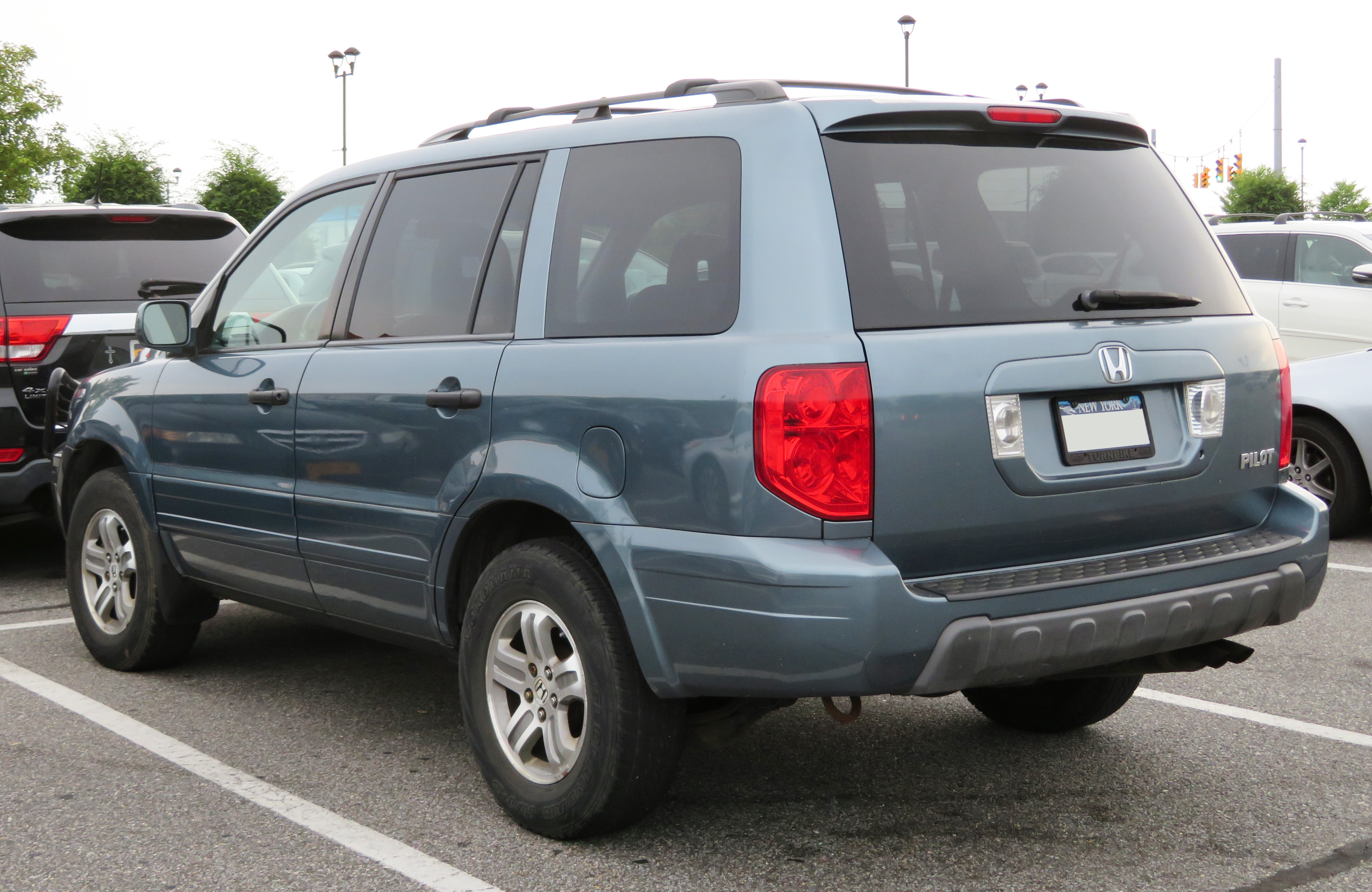
Heckansicht
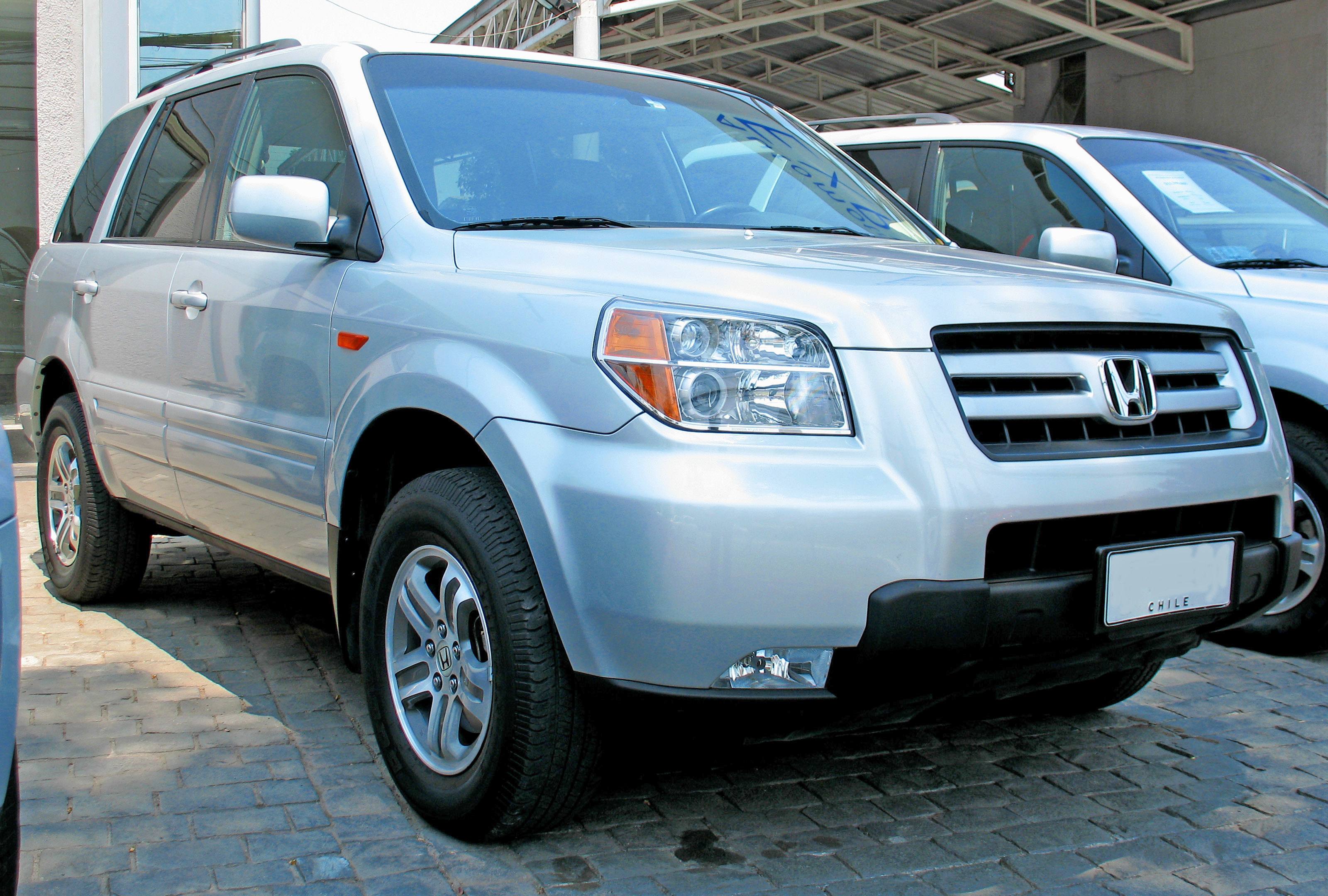
Facelift (2005–2008)

## Zweite Generation (2008–2015)
Die zweite Generation des Pilot wurde als Prototyp im Januar 2008 auf der North American International Auto Show vorgestellt. Er wurde nun bei Honda Manufacturing of Alabama in Lincoln, Alabama, gefertigt und in fünf Ausstattungsvarianten angeboten: LX, EX, EX-L, Touring und SE (nur 2015). Alle Pilots der zweiten Generation hatten einen neuen 3,5-Liter-V6-Ottomotor mit i-VTEC mit 253 PS (186 kW) und ein maximales Drehmoment von 343 Nm bei 4800 U/min. Angeboten wurde der Pilot der zweiten Generation ebenfalls wieder mit Front- oder Allradantrieb.

### Facelift (2011)
Für das Modelljahr 2012 erhielt der Pilot eine neu gestaltete Frontpartie, neue Leichtmetallräder, ein überarbeitetes Interieur und einen neuen Stoßfänger.

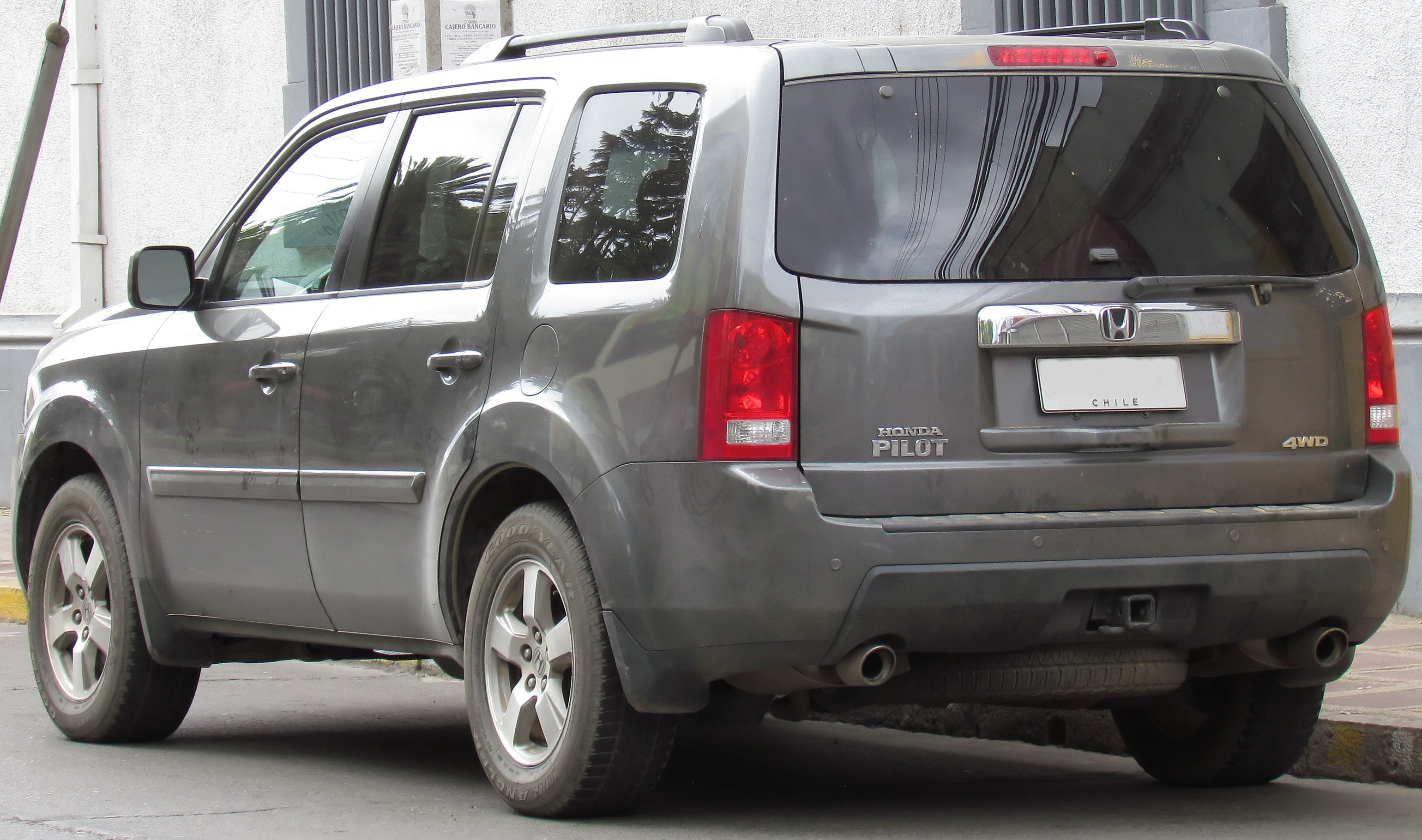
Heckansicht
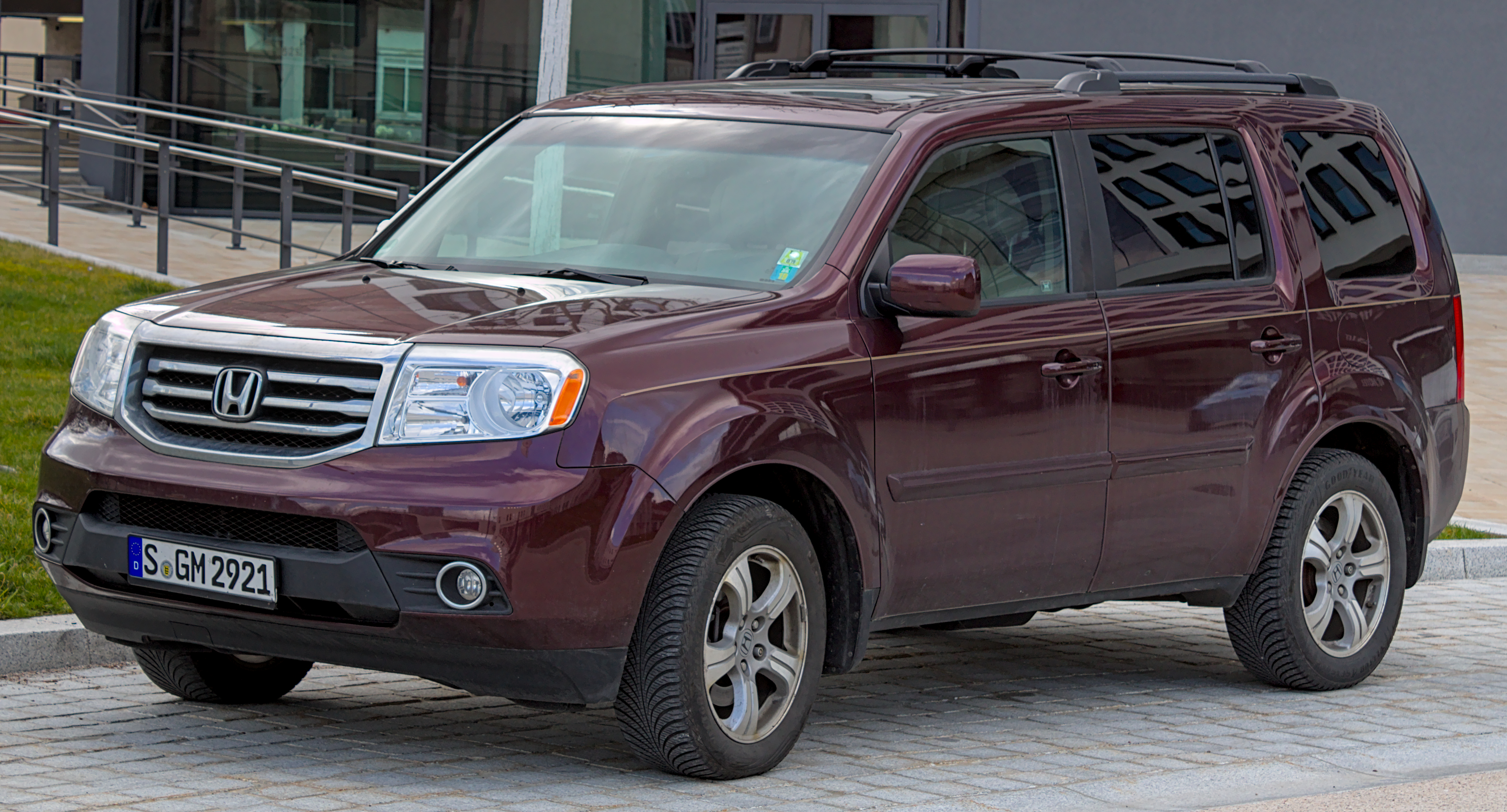
Facelift (2011–2015)

## Dritte Generation (2015–2022)
Die dritte Generation des Honda Pilot debütierte auf der Chicago Auto Show im Februar 2015. Im Mai 2015 begann die Produktion. Die ersten Fahrzeuge waren ab Juni 2015 verfügbar. Das Fahrzeug teilt sich Plattform mit der dritten Generation des Acura MDX. Weiterhin wurde das Fahrzeug mit einem 3,5-Liter-V6-Motor angeboten, der hier nun 284 PS (209 kW) leistet. In Russland wurde ein 3,0-Liter-V6 mit 249 PS (183 kW) angeboten. Eine Sechsgang-Automatik war serienmäßig in den Ausstattungen LX, EX und EX-L, eine Neungang-Automatik von ZF serienmäßig in den Ausstattungen Touring und Elite.

### Facelift (2018)
Für das Modelljahr 2019 erhielt der Pilot ein Facelift. Der Antriebsstrang des Pilot blieb unverändert, aber das Neungang-Automatikgetriebe und das Start-Stopp-System wurden überarbeitet, das nur in den Ausstattungen Touring und Elite zu finden sind. Äußerlich wurde das Erscheinungsbild mit neuen Stoßfängern, Kühlergrill, Rädern, serienmäßigen LED-Scheinwerfern und überarbeiteten Rückleuchten aufgefrischt.
Für das Modelljahr 2022 führte Honda eine Sport-Ausstattung für das Einstiegsmodell und eine neue TrailSport-Ausstattungsvariante ein, die besonders geländegängig wirken soll.

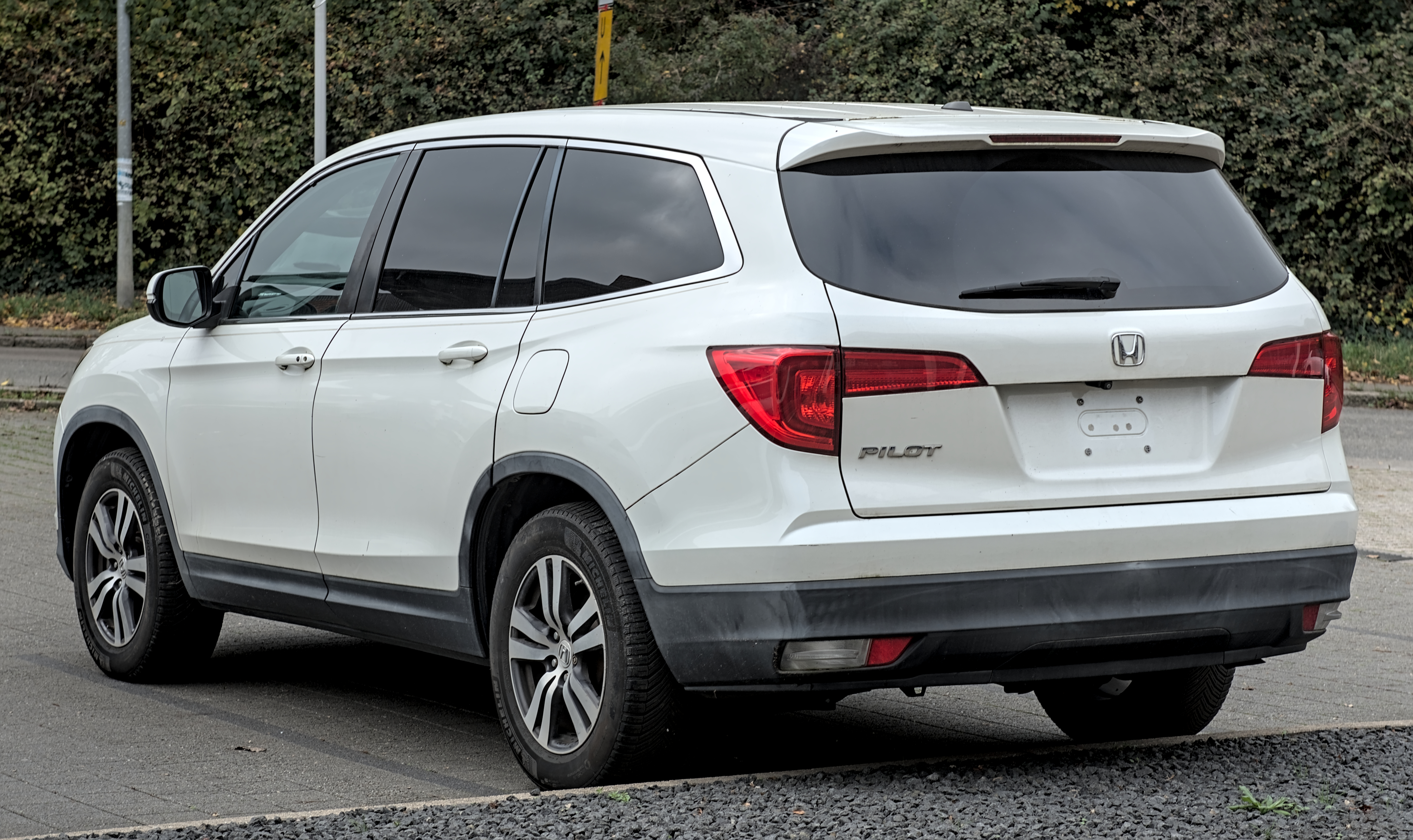
Heckansicht
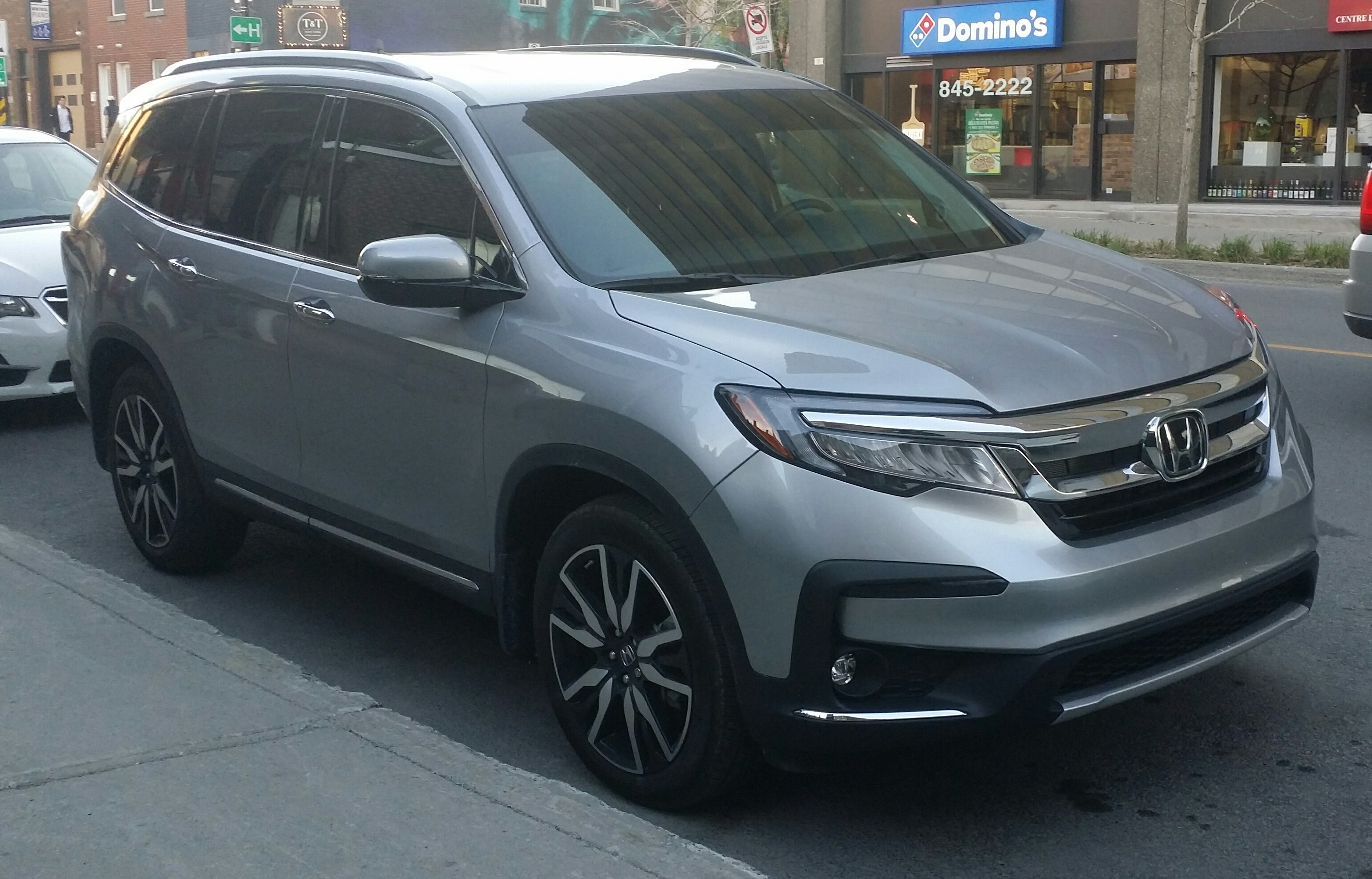
Facelift (2018–2022)
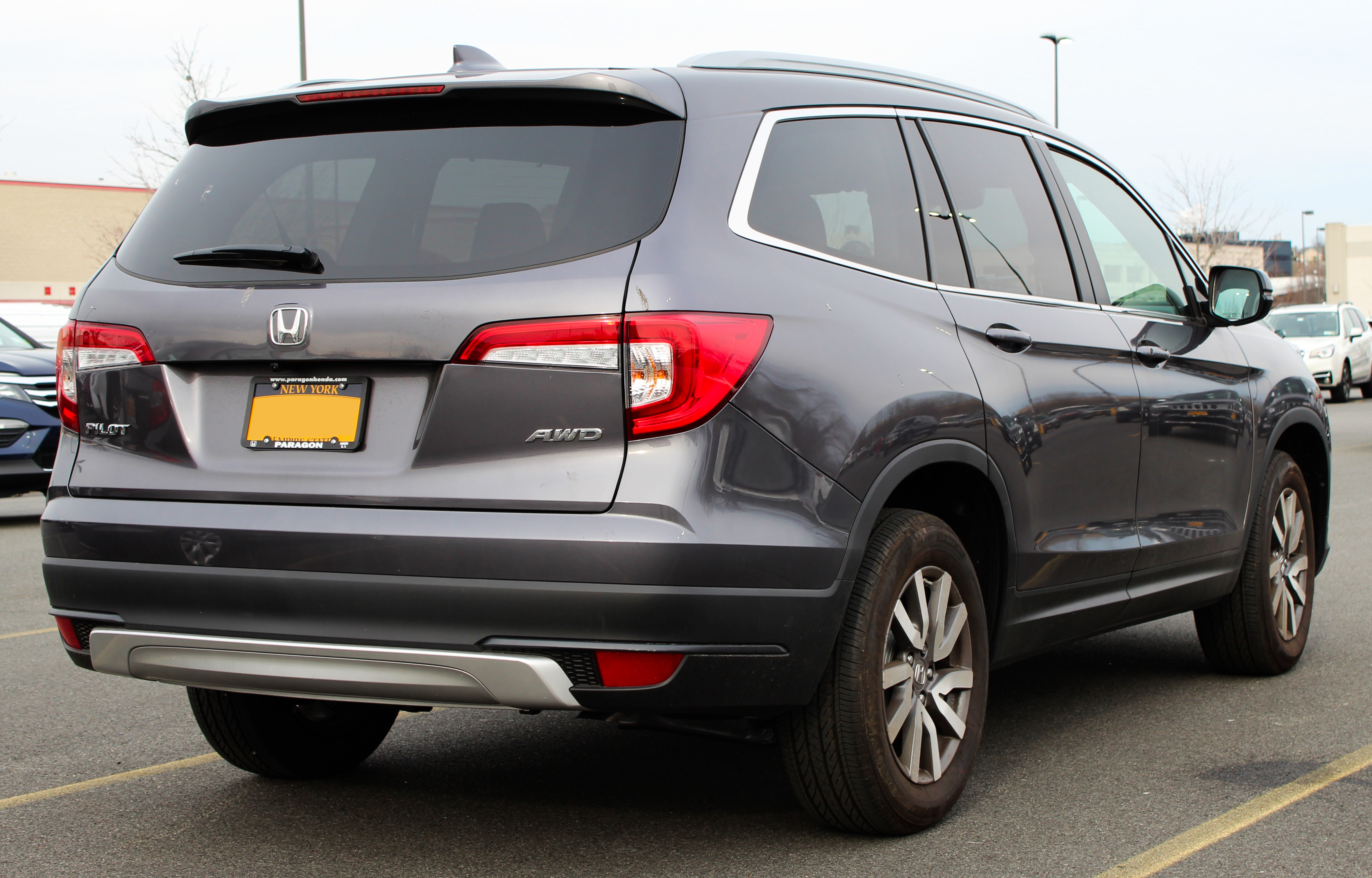
Heckansicht

### Technische Daten
|                                             | 3.0 V6 VTEC                  | 3.5 V6                       |
| ------------------------------------------- | ---------------------------- | ---------------------------- |
| Markt                                       | Russland                     | Nordamerika                  |
| Bauzeitraum                                 | 2016–2021                    | 2015–2022                    |
| Motortyp                                    | Ottomotor                    | Ottomotor                    |
| Motorbauart                                 | V6                           | V6                           |
| Hubraum                                     | 2997 cm³                     | 3497 cm³                     |
| Leistung                                    | 183 kW (249 PS) bei 6000/min | 209 kW (284 PS) bei 6000/min |
| Drehmoment                                  | 294 Nm bei 5000/min          | 356 Nm bei 4700/min          |
| Kraftübertragung                            |                              |                              |
| Antrieb, serienmäßig                        | Allradantrieb                | Vorderradantrieb             |
| Antrieb, optional                           | —                            | Allradantrieb                |
| Getriebe, serienmäßig                       | 6-Stufen-Automatik           | 6-Stufen-Automatik           |
| Getriebe, serienmäßig                       | —                            | 9-Stufen-Automatik           |
| Messwerte                                   |                              |                              |
| Höchstgeschwindigkeit                       | 192 km/h                     | 190 km/h                     |
| Beschleunigung 0–100                        | 9,1 s                        | 6,5 s                        |
| Kraftstoffverbrauch auf 100 km (kombiniert) | 10,4 l Super                 | 11,8 l Super                 |
| Tankinhalt                                  | 74 l                         | 74 l                         |

## Vierte Generation (seit 2022)
Die vierte Generation des Pilot wurde am 7. November 2022 vorgestellt und ging Ende des Jahres in Produktion.

Angetrieben wird der Pilot erneut von einem 3,5-Liter-V6-Motor, allerdings ohne VTEC, der hier 289 PS (213 kW) leistet und ein maximales Drehmoment von 355 Nm über ein Zehngang-Automatikgetriebe abgibt. Es sind sechs verschiedene Ausstattungsstufen erhältlich: LX, Sport, EX-L, TrailSport, Touring und Elite.

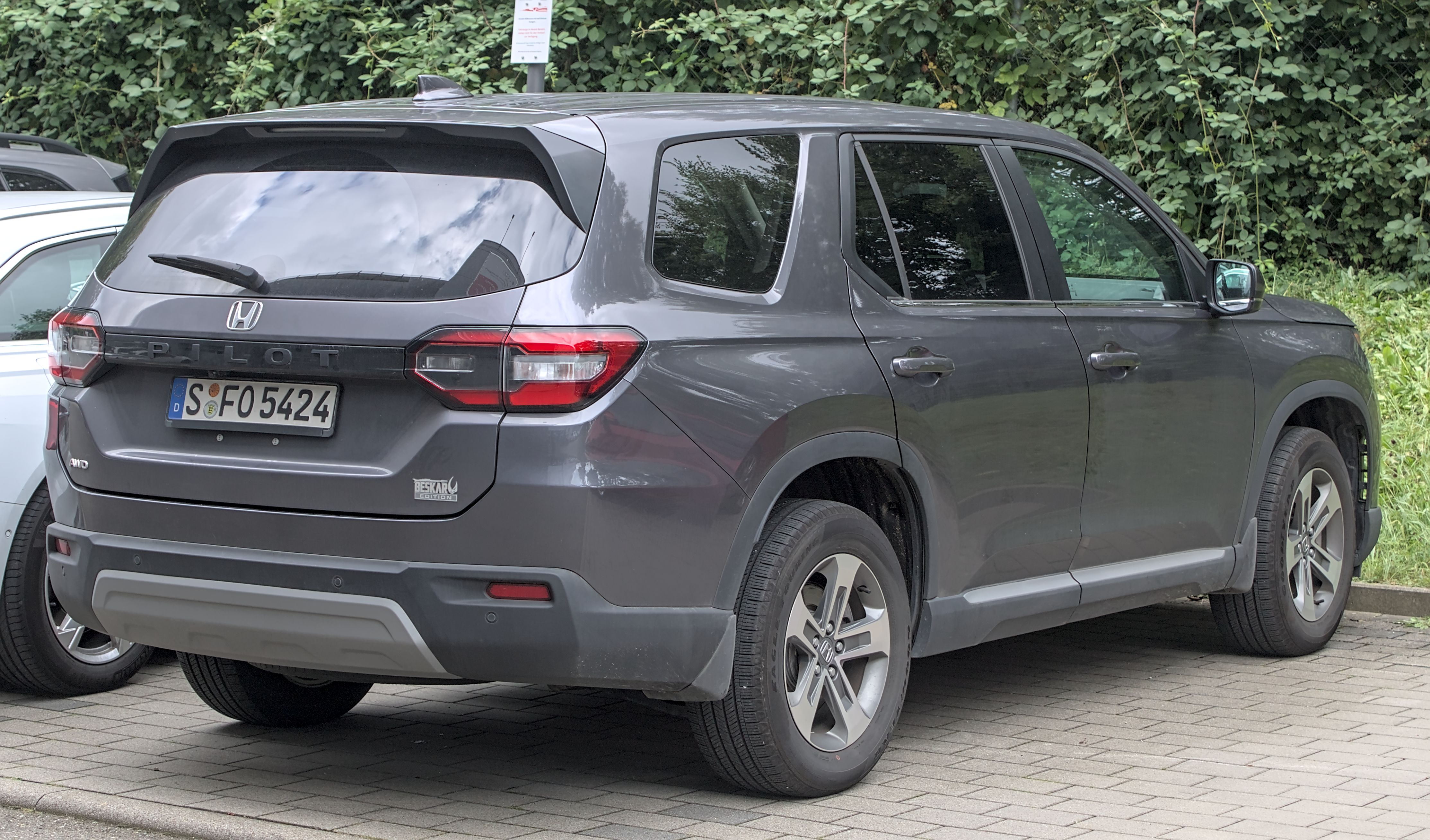
Heckansicht
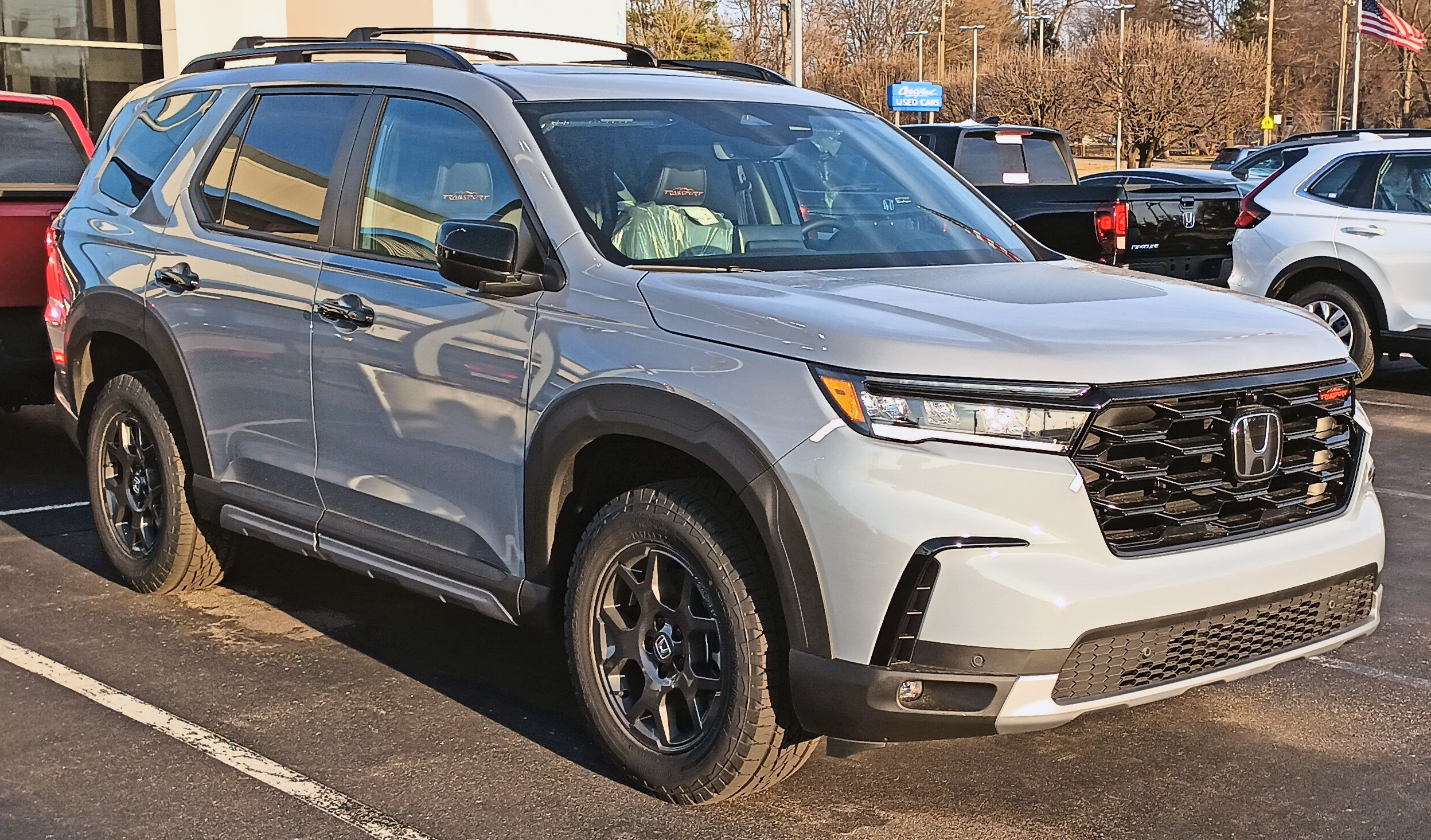
Honda Pilot TrailSport
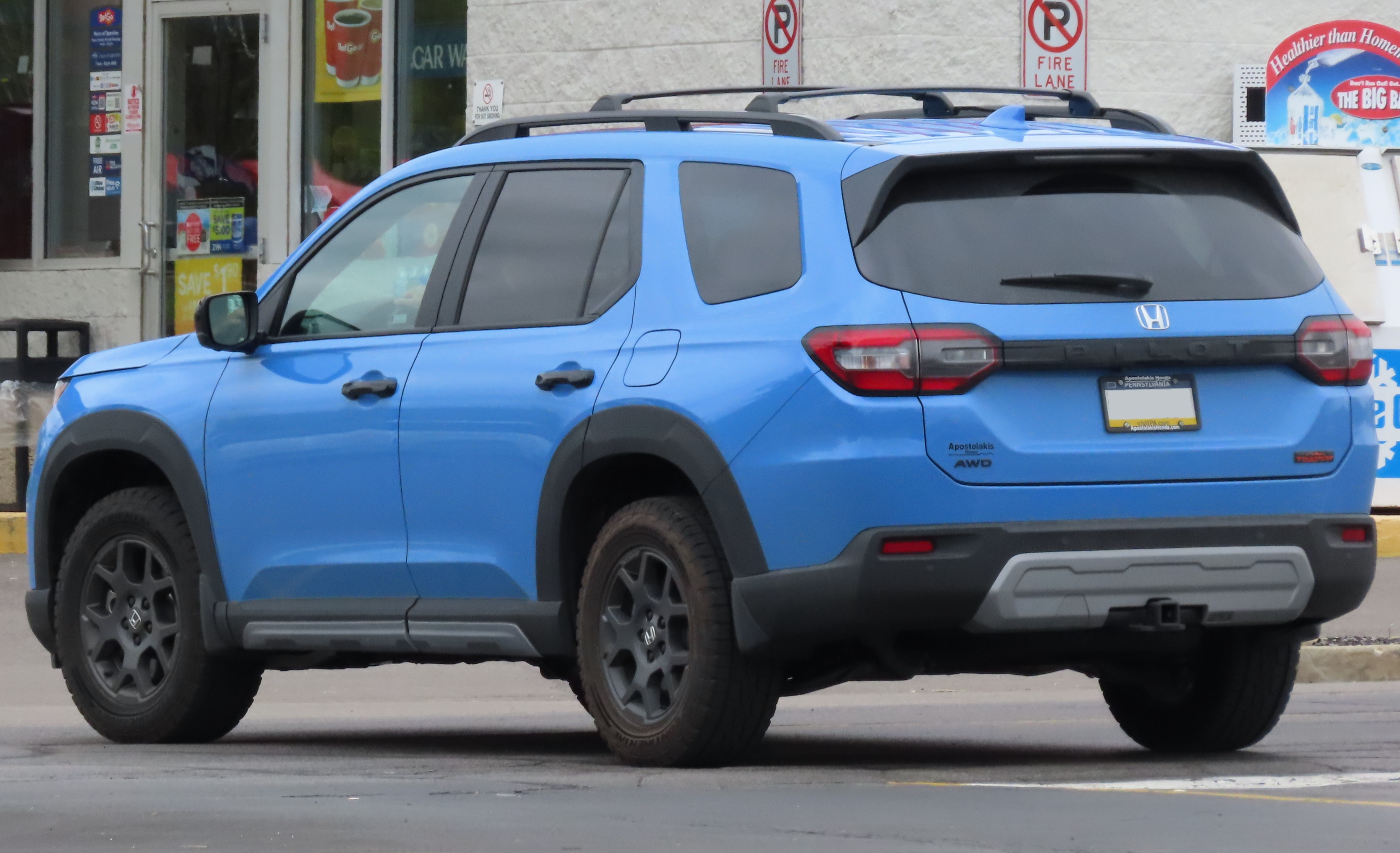
Heckansicht